# Ейзельська трагедія

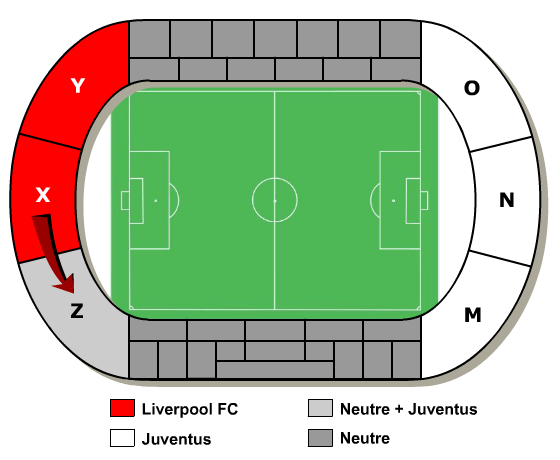
Розташування вболівальників на фінальному матчі

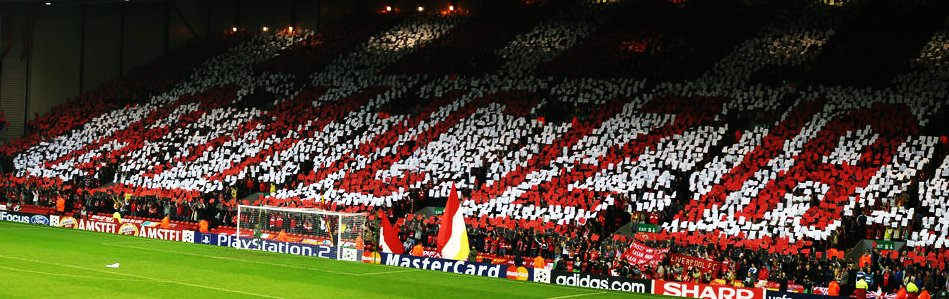
Пам'ять і примирення. Тисячі фанів «Ліверпуля» виклали слово Amicizia («дружба»). 2005 рік.

Ейзельська трагедія трапилася 29 травня 1985 року перед фінальним матчем Кубка європейських чемпіонів між англійським «Ліверпулем» та італійським «Ювентусом», коли дії англійських футбольних хуліганів спричинили тисняву і, як наслідок, обвал стіни стадіону «Ейзель» (Брюссель, Бельгія). Загинуло 39 осіб, 32 з яких були італійськими тифозі, сотні людей отримали травми.

## Подія
Приблизно за годину до початку гри футбольні хулігани-прихильники «Ліверпуля», перейшли через огорожу, яка розділяла фанатів, та атакували італійських тифозі. Уболівальники «Ювентуса» в паніці почали тікати, але вперлися в напівзруйновану стіну між секторами. Під тиском людей стіна не витримала і впала, що призвело до багатьох смертей.
Попри все це, матч було проведено. «Ювентус» виграв із мінімальним рахунком 1:0. Гол забив Мішель Платіні із сумнівного пенальті.
Наслідком трагедії стало те, що всі англійські клуби було дискваліфіковано з єврокубків на п'ять років. «Ліверпулю» було заборонено грати в Європі на рік більше. Катастрофу назвали «найжахливішою годиною в історії турнірів УЄФА».